# ميكايلا كونلين
ميكايلا كونلين (بالإنجليزية: Michaela Conlin)‏ (و. 1978  م) هي ممثلة تلفزيونية، وممثلة أفلام، وممثلة مسرحية أمريكية، ولدت في ألينتاون.

## التعليم
تعلمت في مدرسة تيش العليا للفنون، وParkland High School (Pennsylvania) ‏.

## وصلات خارجية
- ميكايلا كونلين على موقع IMDb (الإنجليزية)
- ميكايلا كونلين على موقع ميتاكريتيك (الإنجليزية)
- ميكايلا كونلين على موقع روتن توميتوز (الإنجليزية)
- ميكايلا كونلين على موقع قاعدة بيانات الأفلام العربية
- ميكايلا كونلين على موقع ألو سيني (الفرنسية)
- ميكايلا كونلين على موقع تيرنر كلاسيك موفيز (الإنجليزية)
- ميكايلا كونلين على موقع أول موفي (الإنجليزية)
- ميكايلا كونلين على موقع إن إن دي بي (الإنجليزية)
- ميكايلا كونلين على موقع قاعدة بيانات الفيلم (الإنجليزية)
- ميكايلا كونلين على موقع كينوبويسك (الروسية)